# Kreisgericht Hildburghausen (Sachsen-Meiningen)
Das Kreisgericht Hildburghausen war 1849 bis 1879 ein Kreisgericht im Herzogtum Sachsen-Meiningen mit Sitz in Hildburghausen.

## Geschichte
In Hildburghausen bestanden seit 1829 das Kreis- und Stadtgericht Hildburghausen sowie Patrimonialgerichte. Nach der Märzrevolution wurden in Sachsen-Meiningen die Patrimonialgerichte abgeschafft und die Gerichte zum 1. Dezember 1850 als Kreisgerichte zusammengefasst. Bei den Kreisgerichten wurden Gerichtsdeputationen (an vier Standorten als „Landgericht“ bezeichnet) an den bisherigen Gerichtsstandorten eingerichtet. In Hildburghausen entstand das Kreisgericht Hildburghausen. Diesem waren die Gerichtsdeputation Hildburghausen, Gerichtsdeputation Heldburg, Gerichtsdeputation Römhild, Gerichtsdeputation Themar und das Landgericht Eisfeld zugeordnet. Die zweite Instanz bildete das Appellationsgericht Meiningen.
Nach der Einführung der Reichsjustizgesetze 1879 entstand die Gerichtsstruktur, die bis zum Ende des Staates Bestand haben sollte. In Sachsen-Meiningen wurde dies mit dem Gesetz vom 16. Dezember 1878, betreffend Ausführungsbestimmungen zum deutschen Gerichtsverfassungsgesetz und der Verordnung vom 28. April 1879, betreffend die Sitze und Bezirke der künftigen Amtsgerichte umgesetzt. Das Kreisgericht Hildburghausen und seine Deputationen wurden aufgelöst und stattdessen folgende Amtsgerichte gebildet: Amtsgericht Hildburghausen, Amtsgericht Heldburg, Amtsgericht Römhild, Amtsgericht Themar und Amtsgericht Eisfeld.

## Organisation
Das Kreisgericht Hildburghausen war (ohne die Deputationen) mit einem Direktor, drei Assessoren und einem Aktuar besetzt. Die Statistik für das Jahr 1873 weist im Bereich des Strafrechts 178 Voruntersuchungen aus. Diese führten zu 33 Urteilen in erster Instanz und zu 42 Urteilen in zweiter Instanz. Kleinere Straftaten wurden von Einzelrichtern abgeurteilt. Hier fielen 583 Untersuchungen an von denen 406 erledigt wurde. Größte Gruppe waren Forststrafsachen, von denen 231 Fälle bearbeitet wurden. Bei Zivilverfahren wurden 302 Fälle gezählt. Daneben weist die Statistik für freiwillige Gerichtsbarkeit 677 Übereignungsverträge, 492 Hypotheken, 43 Testamente, 43 Nachlassregelungen  und 43 Eintragungen im Handels- und Genossenschaftsregister.